# 2·28 평화기념공원

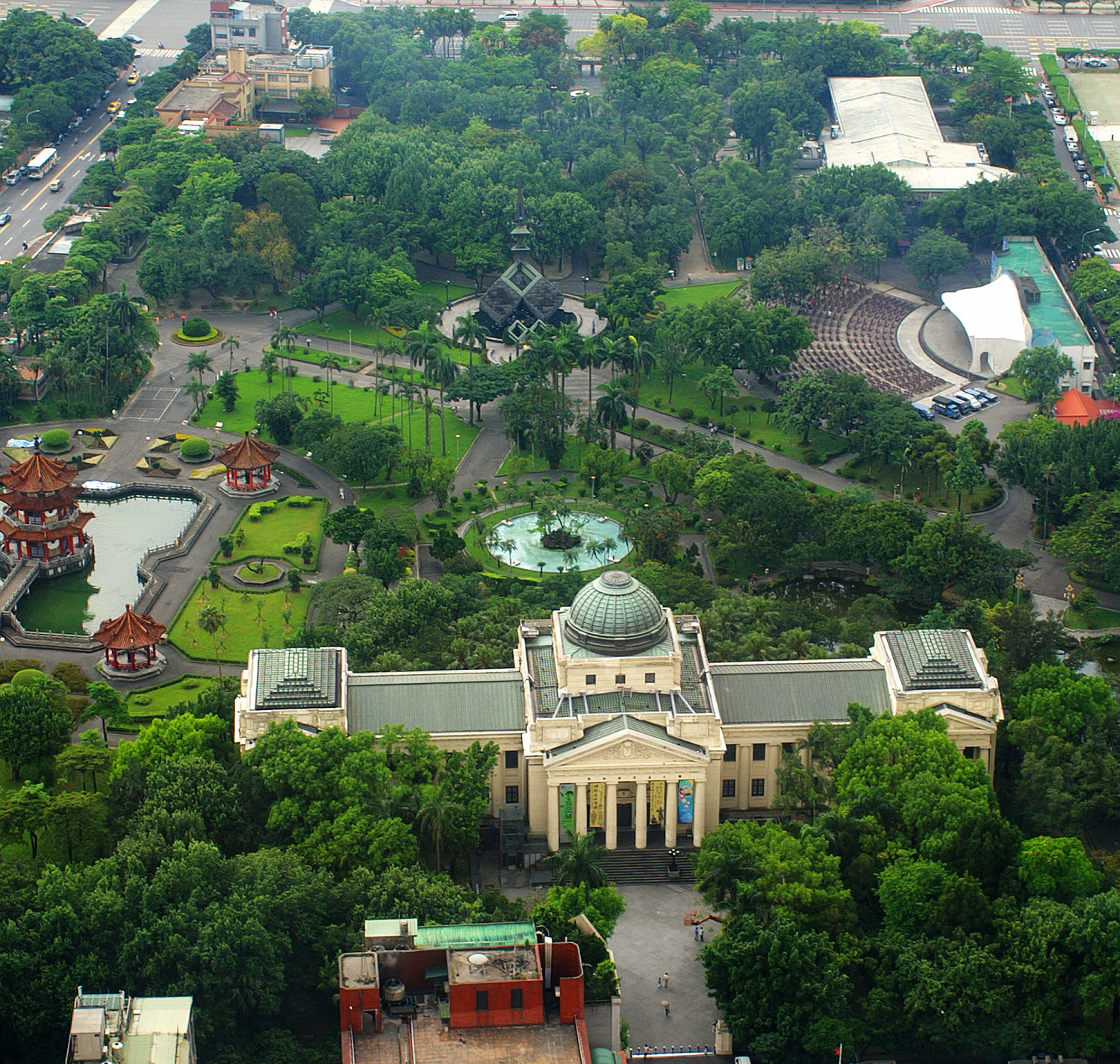
얼얼바 평화 기념공원

2·28 평화기념공원(중국어 정체자: 二二八和平公園, 병음: èrèrbāhépíngjìniàngōngyuán)은 중화민국 타이베이시에 있는 공원이다. 공원 안에는 타이베이얼얼바기념관과 국립타이완박물관이 있다. 1996년 2월 28일에 2·28사건을 추모하고 사과하는 의미로 조성되었다.